# John Anthony Tuckson

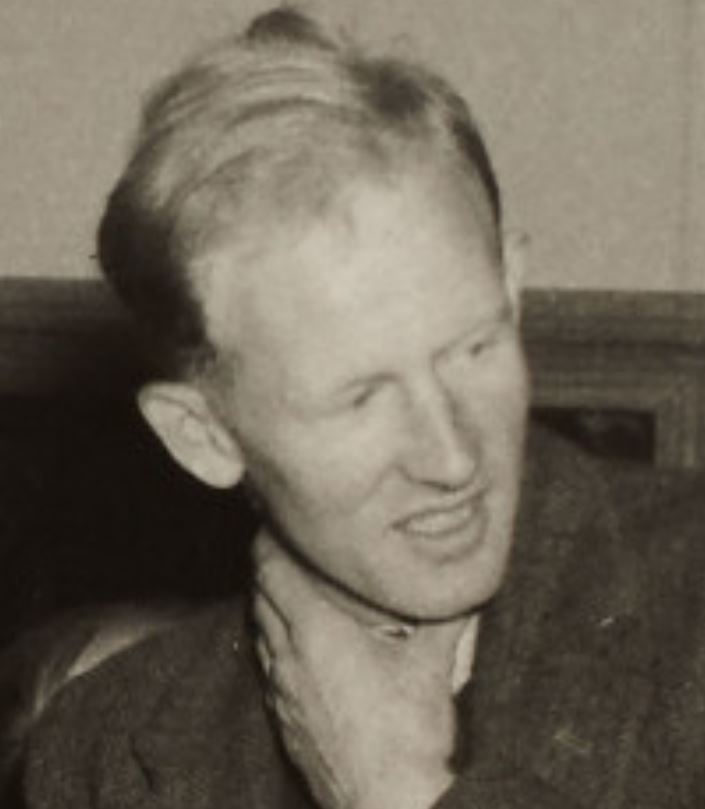
Tony Tuckson in Albury, Februar 1950.

John Anthony „Tony“ Tuckson (* 18. Januar 1921 in Port Said, Ägypten; † 24. November 1973 in Wahroonga, New South Wales) war ein australischer Maler des Abstrakten Expressionismus und stellvertretender Direktor der Art Gallery of New South Wales.

## Leben
John Anthony Tuckson war das zweite Kind von William Tuckson, einem Piloten am Suezkanal und Hobbymaler, und dessen Ehefrau Eléonore, geborene Pegler. Ab dem Alter von acht Jahren besuchte er Internate, zuerst die Gresham’s School in Holt (Norfolk), dann das Christ’s College in Finchley, einem Stadtteil Londons. Seine Ferien verbrachte er an der Küste des Ärmelkanals. Nach einem zweijährigen Malstudium an der Hornsey School of Art in London arbeitete er 1939 in einem Möbelhaus in Kingston-upon-Thames und besuchte Abendkurse an der Kingston School of Art.

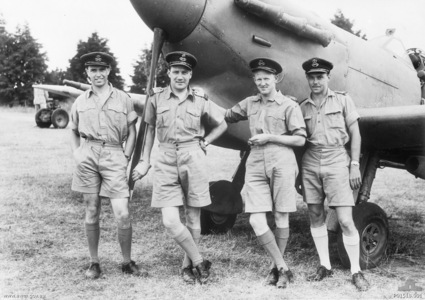
Mitglieder des No. 54 Squadron auf dem Militärflugplatz von Richmond, 1942. Zweiter von rechts ist Tony Tuckson.

Tuckson rückte am 10. Juni 1940 in die Royal Air Force (R.A.F.) ein und absolvierte eine Pilotenausbildung im kanadischen Edmonton. Ab Mai 1941 kam er im Zweiten Weltkrieg in Großbritannien und Europa in Supermarine Spitfires zum Einsatz. Seine Staffel No. 54 Squadron wurde im August 1942 nach Darwin in Australien verlegt, von wo aus er Missionen gegen die japanischen Streitkräfte flog. Während eines Urlaubs in Sydney heiratete er am 23. November 1943 in der St. James’s Church of England von Turramurra Dorothea Margaret Bisset, eine ehemalige Designstudentin und Arbeiterin in einem Rüstungsbetrieb. In einer Trainingseinheit diente er als Ausbilder von Piloten in Commonwealth-Wirraway-Schulflugzeugen.

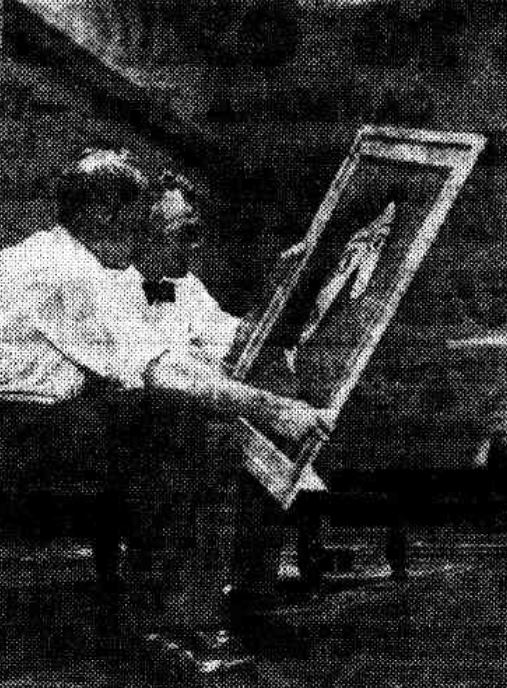
Tony Tuckson und Hal Missingham bei der Betrachtung des Bildes Le Corsage Orange von Pablo Picasso, in Vorbereitung der Ausstellung French Painting Today von 1953.

Während des Krieges fertigte er zahlreiche Zeichnungen an. 1945 kehrte er zurück nach London, wo er sich von Gemälden Pablo Picassos, Henri Matisse’, Paul Klees und Paul Cézannes beeindruckt zeigte. In Sydney entließ die R.A.F. Tuckson am 10. August 1946 im Rang eines Flight Lieutenants. Im Rahmen des Commonwealth Reconstruction Training Scheme studierte er drei Jahre lang am East Sydney Technical College. Hier schloss er im Dezember 1949 ab und zeigte seine Arbeiten bei der Society of Artists und der Contemporary Art Society of Australia. Die National Art Gallery of New South Wales bestellte ihn im Oktober 1950 erst zum Assistenten des Direktors Hal Missingham, 1957 dann zum stellvertretenden Direktor.
1949 war Tuckson von einer Ausstellung in Sydney „umgehauen worden“ (bowled over), die eine Sammlung des Anthropologen Ronald Murray Berndt mit Kunst der Aborigines aus Arnhemland zeigte. Er begleitete den Orthopäden und Kunstmäzen Stuart Scougall 1958 und 1959 auf Expeditionen nach Melville Island und Arnhemland, um dort Kunst für die Galerie zu sammeln. Im Juni 1959 installierte Tuckson eine Gruppe von geschnitzten und bemalten Pukamani-Pfählen (die der Abgrenzung von Begräbnisplätzen dienen) in der Nähe des Eingangs zur Galerie. Er bereitete eine große Ausstellung von Rindenmalereien, geschnitzten Figuren sowie sakralen als auch weltlichen Objekten der Aborigines vor, die von 1960 bis 1961 als Wanderausstellung in allen australischen Staatsgalerien gezeigt wurden. Daraus entstand das von Berndt herausgegebene Buch Australian Aboriginal Art (New York, 1964). Tuckson veränderte die australische Betrachtung der Kunst der Aborigines, die typischerweise ethnographischer Wahrnehmung unterlag; erst die Ausstellung verlieh ihr den Status von Bildender Kunst.
Weitere kuratorische Neuerungen Tucksons waren 1962 die Aufnahme von Kunstwerken der Melanesier in die Sammlung der Galerie; 1966 folgte die Ausstellung Melanesische Kunst und 1973 die Sammelausstellung Kunst der Aborigines und Melanesen. Nach seiner Auslandsstudienreise von 1967 bis 1968 beauftragte Tuckson den Architekten Andrew Anderson mit der Modernisierung und Erweiterung des heruntergekommenen Galeriegebäudes aus dem 19. Jahrhundert, das im März 1972 wiedereröffnet werden konnte.
Tuckson stellte zwischen 1954 und 1962 nur neun seiner eigenen Bilder aus. Er bezeichnete sich selbst als einen „Sonntagsmaler“. Bis 1958 hatte der sich an die École de Paris anlehnende Maler Figurenkompositionen, Akte, Porträts und gelegentliche Stillleben geschaffen, wobei der abgeleitete Stil den künstlerischen Wert seiner Arbeit verschleierte. Tuckson malte nur zu Hause; er lebte ab Mai 1949 in seinem Haus in Gordon und ab 1962 in einem neuen Haus in Wahroonga, beides Vororte Sydneys.
In seiner ersten Einzelausstellung (1970) zeigte Tuckson in der Watters Gallery 64 seiner Werke aus der Zeit von 1958 bis 1965, zusammen mit einem neuen Gemälde. Seine nächste und letzte Ausstellung mit 22 neuen Werken fand 1973 statt. Tucksons späte abstrakte Gemälde waren eine Art Selbstporträt, das seine innere, subjektive Welt betonte. Er gilt als einer der besten abstrakten Expressionisten Australiens.
Tuckson litt an Krebs und verstarb am 24. November 1973 in Wahroonga, worauf er eingeäschert wurde. Er hinterließ seine Ehefrau und seinen Sohn Michael. Zu seinen Ehren richtete die Art Gallery of New South Wales 1976 eine Gedächtnisausstellung aus. 1989 initiierte Terence Maloon in Melbourne eine Ausstellung mit dem Titel Tuckson: Themes and Variation. Seine Gemälde sind in der National Gallery of Australia in der Hauptstadt Canberra in einem internationalen Kontext ausgestellt.

## Werke (Auswahl)
- Two Faces, 1952
- Seated Nude, 1952
- Lovers
- Red Collage, 1960
- Portrait of a Woman, 1950
- Still Life with Dewar's Whisky Jug No. 2, 1948
- Pig
- Artist and model, 1954
- Man with Straight Mouth, 1949
- Women Standing No. 1, 1952
- White, over Red and Black, 1964
- Figure with Clasped Hands
- In My Kitchen
- Red/Black/White No. 3, 1965
- Jug and Chianti bottle, 1949